# Герлинг, Кристиан Людвиг
Кристиан Людвиг Герлинг (1788, Гамбург — 1864, Марбург) — немецкий математик, астроном и физик.
Возможно первый человек признавший возможность отсутствия противоречия в неевклидовой геометрии. Ему адресовано письмо от Гаусса датированное 1816 годом; это первое дошедшее до нас письмо с подобным утверждением. Письмо написано как ответ и подразумевает, что идею непротиворечивости неевклидовой геометрии высказал сам Герлинг.

## Биография
Имя отца было то же, что у сына — Кристиан Людвиг Герлинг. Отец был пастором в церкви Святого Якоба в Гамбурге.
Герлинг посещал там школу. Его учителем был Карл Фридрих Хипп. После смерти отца, он присматривал за Кристианом и в 1809 году отправил его в университет Хельмштедт для обучения богословию.
В университете Герлинг посещал также лекции математика Иоганна Фридриха Пфаффа. В 1810 году, когда университет Хельмштедт был закрыт, Герлинг перешёл за Пфафом в Гёттингенский университет. Там он вместе со своим другом детства Иоганном Францем Энке — его рано умерший отец был диаконом также в церкви Святого Якоба — работал в обсерватории под руководством Карла Фридриха Гаусса и Карла Людвига Хардинга. Под руководством Гаусса он выполнил работу по расчёту солнечных затмений и в 1812 году получил докторскую степень. В том же году стал профессором в лицее в Касселе. Им были выполнены математические расчёты орбиты для малой планеты (астероида) Весты, открытой в 1807 году.
В 1817 году перешёл в Марбургский университет — на должность профессора математики — и оставался в нём до своей смерти.
В 1822—1837 годах он провёл первое геодезическое обследование территории Гессена, создав триангуляционную сеть. Им были применены методы съёмки, разработанные Гауссом, включая использование Гелиотропа гелиотропа.
В 1814 году женился на Кристиане Заубердизен. Они имели одного сына и троих дочерей.